# 利馬 (伊利諾伊州)
利馬（英語：Lima）是位於美國伊利諾伊州亞當斯縣的一個村落。

## 地理
利馬的座標為40°10′41″N 91°22′36″W / 40.17806°N 91.37667°W，而該地最高點為海拔高度198米（即650英尺）。

## 人口
根據2010年美國人口普查的數據，利馬的面積為0.50平方千米，當中陸地面積為0.50平方千米，而水域面積為0.00平方千米。當地共有人口163人，而人口密度為每平方千米326人。